# Barking (álbum)
Barking es el octavo álbum de estudio de la agrupación inglesa Underworld. Fue lanzado el 2 de septiembre de 2010 por el sello Cooking Vinyl. El álbum lleva el nombre de un barrio situado al este de Londres.

## Antecedentes y producción
Underworld a pesar de sus casi 25 años de trabajo, es un grupo que evoluciona con los pasos de los años y va dejando atrás sus grandes éxitos para poder reinventarse una y otra vez a pesar de que en esta ocasión han conseguido recuperar toda su esencia perdida.
Para ello la banda británica, una vez terminado los temas, los mandó a distintos productores de la talla de Mark Knight y D.Ramirez (ya habían colaborado en el sencillo "Downpipe", lanzado en el 2009, en el que contó con la letra y la voz de Karl Hyde), Dubfire, High Contrast, Laurie "Appleblim" Osborne, Al'Tourettes y Paul Van Dyk para que realizaran arreglos y mejoras, un elenco de artistas de primerísima línea a nivel de producción de electrónica de calidad. De esta forma han logrado que suenen más bailables consiguiendo sonidos House, Trance, Drum and Bass y Dubstep que son acompañadas con vocales y melodías que se involucran dentro de cada canción. Underworld de esta manera se relanza en lo más alto una vez más aunque para ello hayan tenido que contar con los mejores, a pesar de que en un tiempo pasado, era imposible imaginar que productores “externos” al proyecto “metieran mano” a un trabajo que hasta el momento siempre había permanecido bajo su control exclusivo.
Todos los productores con los que han trabajado han aportado aquí su granito de arena, pero Underworld consiguen que, aún existiendo colaboraciones, el disco siga sonando a ellos mismos, aunque parece que ahora les llega la hora de mezclarse un poco con la “masa electrónica”, diluyendo un poco (sólo un poco) su fuerte personalidad entre la de otros artistas, como los que participan en este trabajo y algunos de los que encontramos reminiscencias aunque no hayan colaborado.
Los reyes de las letras sin sentido aparente, del stream of consciousness en la música electrónica (con el permiso de Fluke) nos traen 9 nuevos temas en los que sus letras vuelven a sugerir de nuevo imágenes e ideas inconexas; al fin y al cabo es quizás su seña de identidad más característica; 9 temas cuya frescura se antoja ideal tanto para pequeños clubes como para enormes escenarios en festivales.
Según cita su MySpace: ““Ya desde el primer pulso ondulante del bajo, las voces asoman como un suspiro en los oídos y los primeros platillos que marcan el ritmo. El sonido es sin duda Underworld. La electrónica envuelve sin esfuerzo a las canciones; corrientes de conciencia en letras que forman imágenes indelebles; un perfecto equilibrio de melodía y ritmo”.

## Lista de canciones

### Edición estándar
| CD, Album |                                      |                              |                                                    |          |  |
| N.º       | Título                               | Escritor(es)                 | Productor(es)                                      | Duración |  |
| 1.        | «Bird 1»                             | Karl Hyde, Rick Smith        | Rick Smith, Dubfire                                | 6:51     |  |
| 2.        | «Always Loved A Film»                | Hyde, Smith                  | Rick Smith, Mark Knight, D. Ramirez                | 6:52     |  |
| 3.        | «Scribble»                           | Hyde, Smith, Lincoln Barrett | Rick Smith, High Contrast                          | 6:58     |  |
| 4.        | «Hamburg Hotel»                      | Hyde, Smith                  | Rick Smith, Appleblim, Al'Tourettes                | 5:18     |  |
| 5.        | «Grace»                              | Hyde, Smith                  | Rick Smith, Dubfire                                | 5:11     |  |
| 6.        | «Between Stars»                      | Hyde, Smith, Darren Price    | Rick Smith, Darren Price, Mark Knight & D. Ramirez | 6:06     |  |
| 7.        | «Diamond Jigsaw»                     | Hyde, Smith                  | Rick Smith, Paul van Dyk                           | 5:36     |  |
| 8.        | «Moon in Water»                      | Hyde, Smith, Barrett         | Rick Smith, High Contrast                          | 5:42     |  |
| 9.        | «Louisiana»                          | Hyde, Smith                  | Rick Smith                                         | 5:05     |  |
| 10.       | «Simple Peal» (Bonus Track en Japón) | Hyde, Smith                  | Rick Smith                                         | 4:33     |  |

### Deluxe Edition
| DVD: The Films |                       |                              |          |  |
| N.º            | Título                | Director(es)                 | Duración |  |
| 1.             | «Bird 1»              | Dylan Kendle                 |          |  |
| 2.             | «Always Loved a Film» | Graham Wood                  |          |  |
| 3.             | «Scribble»            | Toby Vogel                   |          |  |
| 4.             | «Hamburg Hotel»       | Dylan Kendle, Joost Korngold |          |  |
| 5.             | «Grace»               | Jason Kedgley                |          |  |
| 6.             | «Between Stars»       | Michael Horsham              |          |  |
| 7.             | «Diamond Jigsaw»      | Simon Taylor, Hudson-Powell  |          |  |
| 8.             | «Moon in Water»       | Timothy Bricknell            |          |  |
| 9.             | «Louisiana»           | Danielle Short, Toby Vogel   |          |  |

### Edición limitada
| Disco 2: Versiones alternativas |                                        |          |  |
| N.º                             | Título                                 | Duración |  |
| 1.                              | «Strumpet Groove»                      | 7:10     |  |
| 2.                              | «Always Loved a Film» (Lemonworld Mix) | 7:24     |  |
| 3.                              | «You Do Scribble»                      | 8:04     |  |
| 4.                              | «Hamburg Hotel Essex»                  | 3:21     |  |
| 5.                              | «Grace» (Telematic Peal Mix)           | 7:37     |  |
| 6.                              | «Between Stars» (Lemonworld Mix)       | 4:55     |  |
| 7.                              | «Diamond Jigsaw» (Demo Mix)            | 3:51     |  |
| 8.                              | «Moon in Water» (Lemonword Mix)        | 5:53     |  |
| 9.                              | «Louisiana (Jumping The Cran)»         | 2:05     |  |

## Listas
| País           | Listas (2010)                  | Mejor posición |
| -------------- | ------------------------------ | -------------- |
| Alemania       | German Albums Chart            | 73             |
| Australia      | Australian Albums Chart        | 46             |
| Bélgica        | Belgian Albums Chart (Flandes) | 26             |
| Bélgica        | Belgian Albums Chart (Valonia) | 29             |
| Estados Unidos | Billboard 200                  | 151            |
| Estados Unidos | Dance/Electronic Albums        | 6              |
| Estados Unidos | Independent Albums             | 33             |
| Unión Europea  | European Albums Chart          | 49             |
| Irlanda        | Irish Albums Chart             | 36             |
| Países Bajos   | Dutch Albums Chart             | 27             |
| Suiza          | Swiss Albums Chart             | 60             |
| Reino Unido    | UK Albums Chart                | 26             |